# Herniaria baetica
Herniaria baetica är en nejlikväxtart som beskrevs av Pierre Edmond Boissier och Reuter. Herniaria baetica ingår i släktet knytlingar, och familjen nejlikväxter. Inga underarter finns listade i Catalogue of Life.